# L'Or du vieux Lender
Pour les articles homonymes, voir Lender.
L'Or du vieux Lender est la septième histoire de la série Jerry Spring de Jijé, sur un scénario de René Goscinny. Elle est publiée pour la première fois du no 956 au no 965 du journal Spirou. Puis est publiée sous forme d'album en 1958 dans La Piste du Grand Nord.

## Univers

### Synopsis
Jerry et Pancho sont en route pour la Californie, où Pancho rêve d'acheter un beau ranch et du bétail. En passant près du village de San Felipe, ils sont témoins d'un meurtre : un cavalier est abattu par un tireur embusqué, qui réussit à s'enfuir. Ils ramènent le corps à San Felipe, où le shérif local leur explique qu'il s'agit d'un nommé Svenson, propriétaire d'une mine d'or dans les environs avec son associé, le vieux Lender. Intéressé par cette histoire, Jerry tient à faire un détour par la mine avant de poursuivre sa route vers la Californie. Ils y sont accueillis à coups de fusil par Lender et son employé, William. Lorsque Jerry se présente en tant que marshal fédéral, le vieux Lender lui fait part de ses craintes : de mystérieux inconnus cherchent à s'approprier la mine en assassinant ses propriétaires. Jerry Spring lui fait la promesse de tirer cette affaire au clair.
Le lendemain matin, alors que Lender se rend à San Felipe, il est à son tour victime d'une tentative de meurtre, mais s'en tire avec une blessure légère. Le shérif ne se montre guère pressé de rechercher l'assassin. Il conseille plutôt à Lender de quitter le pays, pour sauver sa peau. Mais le vieux mineur ne veut rien savoir. En dépit de son âge, il est encore capable de flanquer  une raclée à son employé, William, qui voulait l'abandonner. Durant la nuit cependant, William file en douce en emportant une partie de la réserve d'or de Lender. Mais, le lendemain matin, Jerry et Pancho retrouvent son corps dans les rochers à peu de distance de la mine : lui aussi a été assassiné.
Jerry soupçonne de plus en plus le shérif de San Felipe d'être le coupable : il insiste de manière suspecte pour que Lender abandonne sa mine, sa silhouette correspond à celle du tueur et de plus Pancho a trouvé sur les lieux du dernier crime une roulette d'éperon en tous points semblable à celles qu'utilise le shérif. Tout semble donc le désigner, mais, malgré tout, Jerry conserve un doute. De retour à la mine, il apprend d'un air catastrophé à Lender que son ami Pancho vient lui aussi d'être victime du mystérieux assassin. Le trouble de Lender le trahit : le coupable, s'est lui, faux vieillard mais vrai criminel. Il a tué Svenson pour rester seul propriétaire de la mine, et William parce qu'il s'enfuyait avec son or. Il a fait venir du Mexique des éperons semblables à ceux du shérif pour détourner sur lui les soupçons. Jerry faillit se laisser surprendre par la vitalité insoupçonnée de Lender : au moment où l'autre va lui écraser le crâne avec une pierre, Pancho lui sauve la vie en capturant l'assassin au lasso.
Le "vieux" Lender est ramené à San Felipe pour être jugé, et arriba California !

### Personnages
Jerry Spring : le principal héros de l'histoire, il porte l'insigne de marshal fédéral des États-Unis. Jeune homme aux allures de cow-boy, monté sur un magnifique cheval nommé Ruby, qui n'accepte aucun autre cavalier que lui. Courageux, loyal, fidèle en amitié, il est toujours près à redresser les torts, à rétablir la justice et à se porter à l'aide de qui en éprouve le besoin. 
Pancho dit El Panchito : mexicain rondouillard, il est l'ami indéfectible de Jerry Spring, même si les initiatives aventureuses de ce dernier le laissent parfois perplexe. Il aime la sieste et la tequila, mais peut aussi à l'occasion s'avérer un redoutable combattant.
Lender : propriétaire d'une mine d'or en Californie. Têtu et plutôt gaillard pour son âge.
William : employé dans la mine de Lender. Ni très courageux, ni très honnête.
Le shérif : gardien de la loi dans la petite ville de San Felipe, en Californie.

## Historique
Le scénario de cet épisode (dont les premières planches ont paru dans le n° 956 du journal Spirou, daté du 9 août 1956) est signé René Goscinny. Il est à noter que c’est la première fois que le nom de Goscinny scénariste apparaît dans Spirou, même s'il ne s'agit pas de son premier scénario.